# Tereza Kesovija
Tereza Ana Kesovija (Dubrovnik, 3 de outubro de 1938) é uma conceituada cantora croata e uma importante artista da ex-Jugoslávia (até à independência da Croácia). Ela também  teve uma carreira com sucesso em França. 

## Inícios
Kesovija nasceu em  Dubrovnik onde iniciou os seus estudos musicais. Kesovija ganhou uma competição federal de músicos em Ljubljana, Eslovénia. Obteve depois o diploma do curso de flauta na Academia de Música em  Zagreb e como estudante apareceu em eventos não profissionais. Em 1962, iniciou a sua carreira profissional, ela ganhou o seu primeiro festival internacional em Saint-Vincent, Itália. Mais tarde venceu vários festivais de música na antiga Jugoslávia e participou em diversos festivais internacionais, nomeadamente no  Rio de Janeiro, Bratislava, Berna e Sopot. Ela representou o Mónaco no  Festival Eurovisão da Canção 1966, e no Festival Eurovisão da Canção 1972, a antiga  Jugoslávia

## Carreira de cantora
A sua longa carreira musical inclui diversas digressões por vários países como a União Soviética, México, Egito, Japão, Estados Unidos da América etc.
Em 1965, Kesovija partiu para França e iniciou uma carreira musical com discos em francês. Ela foi até ao momento a única cantora croata que cantou na famosa sala de espetáculos  Olympia várias vezes. Ela recebeu o Knighthood of High Decoration of Arts and Culture em França e recebeu o Golden Chart of Humanism.
Ela também participou em vários trabalhos de caridade em que se incluem vários concertos de gala da  UNESCO, onde ela se encontrou com pessoas famosas como  Charlie Chaplin, Richard Burton e Peter Ustinov.
Numa sondagem levada a cabo pelo jornal diário croata Vecernji list proclamou-a como a cantora do século XX na Croácia.
A sua discografia inclui registos em nove línguas (servo-croata), francês, italiano, esloveno, russo, inglês, castelhano, português e alemão, com 12 lançamentos para a Columbia Records e cerca de 30 LP-s, 70 singles, 12 CDs e numerosas canções que não surgem em nenhum deles.

## Anos recentes
Atualmente, Tereza está ainda ativa na música croata.

## Discografia
- La Chanson de Lara (EMI, 1967)
- C´est ma chanson (EMI, 1969)
- Tereza (Jugoton, 1971)
- Tereza & Julio Iglesias Live in Bulgaria (Balkanton, 1973)
- Tereza (PGP RTB, 1974)
- Tereza & Miro Ungar (Amiga, 1974)
- Nježne strune mandoline (Jugoton, 1975)
- Stare ljubavi(Jugoton, 1976)
- Tereza (Jugoton, 1978)
- Što je ostalo od ljubavi (Jugoton, 1978)
- Poljubi me (Jugoton, 1979)
- Moja splitska ljeta 1 (Jugoton, 1980)
- Sanjam(PGP RTB, 1981)
- Tereza (Jugoton, 1981)
- Sinoć, kad sklopih oči (ZKP RTLJ, 1982)
- Ja sam pjesma (PGP RTB, 1982)
- Prijatelji stari gdje ste (Jugoton, 1982)
- Na kušinu (PGP RTB, 1983)
- Spomenar (PGP RTB, 1983)
- Ponovni susret (PGP RTB, 1984)
- Koncert v Cankarjevem domu (RTVLj, 1984)
- Pronađi put (Jugoton, 1985)
- Bokelji i Tereza (PGP RTB, 1985)
- Molim te, ostani (Jugoton, 1986)
- Moja posljednja i prva ljubavi (Jugoton, 1987)
- Moja splitska ljeta 2 (Jugoton, 1988)
- Live `a l'Olympia (Jugoton, 1988)
- Nezaboravne melodije (Orfej RTZ, 1989)
- Ljubav je moj grijeh (Croatia Records, 1990)
- To sam ja (Tutico/Croatia Records, 1995)
- Gold Mix Tereza (Melody, 1995)
- Kad jednog dana prisjetim se svega (Croatia Records, 1997)
- Gdje ima srca tu sam i ja (Croatia Records, 1999)
- Samo malo intime (Croatia Records, 1999)
- Spomenar (kompilacija) (Taped Pictures, 2000)
- Ja sam pjesma (kompilacija)(Taped Pictures, 2001)
- Kronologija (Perfect Music/Croatia Records, 2002)
- S druge strane sna (live with Michel Legrand) (Croatia Records, 2003)
- Mojih 45 skalina (Croatia Records) (2005)
- Platinum collection ( Croatia Records ) (2007)
- Zaustavi vrijeme ( Dallas Records )(2007)
- Live a l´Olympia ( Dallas Records ) (2008)